# 孟明輔
孟明輔（？—？），字孽持，號汝翼，河南省开封府祥符縣（今屬開封市）人。明末清初官員。

## 生平
明崇禎十三年（1640年）庚辰科進士，历任密云、清苑知縣。後仕清。順治元年（1644年）任禮科給事中，次年转工科，改禮科都給事中。順治四年（1647年）起，歷升太常寺少卿、左通政、太僕寺卿、工部左侍郎、刑部右侍郎、刑部左侍郎等職。順治十一年（1654年）升兵部尚書，同年降苑馬寺卿。